# Hydrophorus brevicauda
Hydrophorus brevicauda är en tvåvingeart som beskrevs av Van Duzee 1923. Hydrophorus brevicauda ingår i släktet Hydrophorus och familjen styltflugor. Inga underarter finns listade i Catalogue of Life.